# Ubby
Ubby er en by i Nordvestsjælland med 1.906 indbyggere  (2024), beliggende 11 km sydøst for Kalundborg og 12 km nord for Gørlev. Byen hører til Kalundborg Kommune og ligger i Region Sjælland. Rådhuset fra den tidligere Hvidebæk Kommune ligger i byen og er omdannet til boliger. Ubby er vokset sammen med Jerslev og ligger tæt på Tissø, Naturpark Åmosen og strandene ved Jammerland Bugt.
Sjællands største svineslagteri, Hvidebæk Slagteri og Pølsefabrik, ligger i Ubby.

## Skole, institution og undervisning
I byen ligger Hvidebækskolen, en folkeskole, samt Friskolen Ubby og Idrætsefterskolen Ubby.
Der er dagplejere, en integreret institution og en børnehave i byen.
Der ligger ungdomsuddannelser i både Kalundborg og Høng, hvortil der går direkte bus, fx Kalundborg Gymnasium; Allikelund Gymnasium; Processkolen; og Høng Gymnasium og HF, og der er 25 km til Slagelse.

## Natur og fritid

### Hal og idrætsanlæg
Der er idrætsanlæg og halfaciliteter ved Hvidebækhallen, med flere tilknyttede idrætsforeninger. Foreningen sælger pølser og kolde vand, når Hvidebæk IF spiller seriekampe på hjemmebane.

### Spejder
Der er to spejdergrupper i byen, Det Danske Spejderkorps og FDF.

### Kultur- og forsamlingshus
Udover at være forsamlingshus, huser Ubby kultur- og forsamlingshus, en tilbygning med bibliotek og lokalhistorisk arkiv. Huset bliver brugt til kurser, møder og fester, ligesom der i samarbejde med bibliotek, lokalrådet og andre foreningen bliver spillet brætspil, afholdt fællesspisning, foredrag, koncerter og teater - i ånd med husets mere end 100 års historie.

### Troldebjergskoven
Sammen med to store bakker, Trolde- og Gåsebjerg, ligger Troldebjergskoven på de 2,5 ha jord Hvidebæk Kommune stillede til rådighed for en nystiftet skovforeningen i 1982. Hvidebæk skovforening mødes endnu til skovpleje i den, i dag 7 ha, store skov, der har krævet tålmodighed at plante. Skoven har en mangfoldighed af træer, som man også kan nyde oppefra, fra bakkerne. Ubby kirke og Ubby Mølle kan også ses derfra.

### Tissø: Roning, vikinger og fugle
Ved Tissø er der også forskellige aktiviteter. Man kommer til Tissø Roklub når man følger Søvejen ud af byen, beliggende lige ved øvre Halleby Å.
Ved søens vestlige bred er der formidling om de vikinger, der boede der engang, ligesom der er fugletårn og fugleskjul til at observere søens rige fugleliv.
I flere år har der været vikingemarked om sommeren, ligesom man kan se en kopi af et af Danmarks store guldfund, Tissøringen.

### Strande
Ved den nærliggende kyst kan man bade i Storebælt.

## Indkøb og handel
I byen er der SuperBrugsen, Coop365, en genbrugsbutik, tandlæger, en frisør, en neglesalon, en ejendomsmægler, et pizzeria, diner transportable, mekanikere og mulighed for at tanke, ligesom der om sommeren er blomstersalg direkte fra drivhuset hos de lokale gartnere. På torvet ved Brugsen er der årlige begivenheder med tøndeslagning, juletræstænding og julemarked med de lokale foreninger.

## Sogne
Ubby og den vestligste del af Jerslev ligger i Ubby Sogn, mens resten af Jerslev ligger i Lille Fuglede Sogn. Ubby Kirke ligger i byen, og Lille Fuglede Kirke ligger i landsbyen Lille Fuglede tre km sydøst for Jerslev, tæt ved Tissø.

## Historie
Ubby landsby bestod i 1682 af 27 gårde, 1 hus med jord og 9 huse uden jord. Det samlede dyrkede areal udgjorde 1.337,5 tønder land skyldsat til 284,66 tønder hartkorn. Dyrkningsformen var trevangsbrug.
Ubby blev i 1872 beskrevet således: "Ubbe med Kirken, Præstegaard, Skole." Omkring århundredeskiftet blev byen beskrevet således: "Ubby, ved Landevejen, med Kirke, Præstegd., Skole, Pogeskole, Forsamlingshus (opf. 1886), Missionshus (opf. 1894), Andelsmejeri (Esbern Snare), Mølle og mange næringsdrivende."
Da jernbanen fra Slagelse til Værslev blev anlagt i 1898, blev banen ført ca. 1½ km øst om Ubby, og station åbnet i Jerslev. Muligvis var dette med til at holde Ubbys udvikling tilbage. Byen havde i 1940 492 indbyggere, i 1945 503, i 1950 555, i 1955 547, i 1960 562 indbyggere og i 1965 588 indbyggere.

### Jernbane og post
Jerslev havde station på Slagelse-Værslev-banen (1898-1971). Postvæsenet kaldte byen Jerslev Sj. og senere Jerslev Sjælland for at kende den fra Jerslev J i Jylland, som også havde postekspedition, men ikke jernbanestation. I Ubby blev brevene stemplet med Ubby pr. Jerslev Sjælland. Ubbys postadresse er nu 4490 Jerslev Sjælland.
Stationsbygningen er bevaret på Stationsvej 3. Skinnerne blev taget op i 1992, og 14 km af banens tracé er nu en del af Værslevstien fra Gørlev til øst for Værslev, hvor stien drejer mod vest til Kalundborg.